# AB Lėvuo
Die Aktiengesellschaft Lėvuo (nach dem Fluss Lėvuo) ist das zweitgrößte Bekleidung-Handelsunternehmen in Litauen. Der Hauptsitz des 1977 gegründeten Unternehmens befindet sich in Panevėžys, Filialen sind in Vilnius, Kaunas, Klaipėda und Šiauliai angesiedelt.

## Ketten
AB „Lėvuo“ betreibt vier verschiedene Typen von Handelsketten:
- DORADO – Einzelhandelsgeschäfte für Geschenke, Wohndesign und Dekoration
- IMITZ – Bekleidungsgeschäfte
- Franchise Stores – Gerry Weber, b.young, Etam RTW, Etam Lingerie, Koton, Motivi, Tally Weijl, Esprit, SIA, Celio
- GEDIMINO 22 – Modehäuser

Das Unternehmen besitzt 47 Geschäfte, davon 44 in Litauen (16 in Vilnius, elf in Kaunas, sieben in Klaipėda, sechs in Panevėžys, drei in Šiauliai, eins in Utena) und drei im lettischen Riga. Die Gesamtfläche der Geschäfte beträgt rund 10 000 m². Das Unternehmen erzielte im Jahr 2006 einen Umsatz von 39,4 Mio. Litas und hatte 2007 380 Mitarbeiter.

## Geschichte
1977 wurde das staatliche Handelsunternehmen Lėvuo (Valstybinė prekybos įmonė „Lėvuo“) gegründet. Am 18. Mai 1992 wurde es in eine Aktiengesellschaft umgewandelt. 2004 verkaufte die Inhaberin Gražina Jašinskienė ihre Aktien an den Konzern MG Baltic. Seit 2004 leitet Deimantas Dalibogas das Unternehmen. 2006 verkaufte MG Baltic Investment 47,89 % der Aktien an Aura Estate (unter der Leitung von Aurelijus Rusteika). Im April 2006 besaß Julius Dalibogas 21,58 % der Aktien, Brigita Vaislevskienė und Juozapota Šemberienė besaßen je 10 % und Ieva Dalibogaitė verfügte über 7,06 %.